# Justin i Kelly
Justin i Kelly (ang. From Justin to Kelly) – amerykański musical z 2003 roku napisany przez Kim Fuller, a wyreżyserowany przez Roberta Iscove. W rolach głównych wystąpili Kelly Clarkson, zwyciężczyni programu American Idol oraz zdobywca drugiego miejsca w tym programie Justin Guarini.

## Obsada
- Justin Guarini – Justin
- Kelly Clarkson – Kelly
- Katherine Bailess – Alexa
- Anika Noni Rose – Kaya
- Greg Siff – Brandon
- Brian Dietzen - Eddie

## Fabuła
Kelnerka z Teksasu (Kelly Clarkson) i student z Pensylwanii (Justin Guarini) poznają się podczas ferii wiosennych w Miami i od razu zakochują się w sobie. Łączy ich także miłość do śpiewu. Jednak na drodze do szczęścia pojawia się wiele przeszkód.

## Odbiór filmu
Film spotkał się z falą krytyki. W serwisie Rotten Tomatoes otrzymał średnią ocen 2,7 w skali 10. Krytykowano film za banalne piosenki i fabułę oraz brak chemii między głównymi bohaterami. Natomiast w serwisie Metacritic film oceniono na 14/100. Film był wymieniany wśród najgorszych filmów jakie powstały w ciągu ostatnich lat. Musical nominowany był do Nagrody Złotej Maliny w dziewięciu kategoriach: najgorszy film, najgorszy reżyser, najgorsza aktorka (Clarkson), najgorszy aktor (Guarini), najgorszy duet (Clarkson i Guarini), najgorszy scenariusz, najgorszy remake lub sequel i najgorsze usprawiedliwienie dla filmu. Travis Payne odebrał Złotą Malinę za najgorszą choreografię.
Clarkson, odtwórczyni głównej roli przyznała, że zagrała w filmie, tylko dlatego, że zobowiązywała ją do tego umowa, jako zwyciężczynię programu American Idol. Przyznała, że nie jest zadowolona ze swojego udziału w tym musicalu.